# Kelvin Maynard
Kelvin Ruben Maynard (Paramaribo, 29 mei 1987 — Amsterdam, 18 september 2019) was een Surinaams-Nederlands betaald voetballer die als verdediger speelde.  

## Loopbaan
Maynard begon zijn profloopbaan bij FC Volendam. Zijn debuut als basisspeler maakte hij in de uitwedstrijd tegen SC Cambuur op 12 januari 2007. In 2010 tekende Maynard voor twee seizoenen bij het Portugese SC Olhanense. Na slechts één seizoen vertrok hij naar het Hongaarse Kecskeméti TE, echter werd ook daar zijn contract vroegtijdig ontbonden. Na opnieuw een jaar in Nederland, ditmaal bij FC Emmen, tekende Maynard in de zomer van 2013 een contract bij Antwerp. Eind november 2014 tekende hij tot het einde van het seizoen bij Burton Albion FC. Met deze club werd hij kampioen in League Two. Hij verlengde zijn contract met een jaar, maar in de voorbereiding van seizoen 2015/16 raakte hij ernstig geblesseerd waardoor hij het hele seizoen uitgeschakeld was. Maynard kwam niet meer uit voor Burton Albion. In januari 2017 verkaste hij naar de amateurclub SV Spakenburg. Van juli 2017 tot juli 2019 kwam hij uit voor Quick Boys, waarna hij een overstap maakte naar Alphense Boys.

## Overlijden
Maynard werd op 18 september 2019 aan de Langbroekdreef in Amsterdam-Zuidoost op straat doodgeschoten. Hij werd vanaf een scooter - waarop zich twee personen bevonden - onder vuur genomen toen hij in zijn auto reed. Hij belandde met het voertuig tegen de voorgevel van een brandweerkazerne. Ondanks reanimatiepogingen overleed Maynard (32 jaar) ter plekke aan zijn verwondingen. De dader(s) ontkwam(en).
Maynard was bekend bij de politie, maar de politie wil niet zeggen waarvoor. Omroep West zegt gegevens te hebben die wijzen op betrokkenheid van Maynard bij een ripdeal. Het onderzoek is inmiddels afgerond zonder dat er iemand is opgepakt.

## Statistieken
| Seizoen | Club             | Wedstrijden | Doelpunten | Competitie             |
| ------- | ---------------- | ----------- | ---------- | ---------------------- |
| 2006/07 | FC Volendam      | 4           | 0          | Eerste Divisie         |
| 2007/08 | FC Volendam      | 35          | 0          | Eerste Divisie         |
| 2008/09 | FC Volendam      | 18          | 0          | Eredivisie             |
| 2009/10 | FC Volendam      | 25          | 0          | Eerste Divisie         |
| 2010/11 | SC Olhanense     | 1           | 0          | SuperLiga              |
| 2011/12 | Kecskeméti TE    | 8           | 0          | Nemzeti Bajnokság      |
| 2012/13 | FC Emmen         | 30          | 4          | Eerste Divisie         |
| 2013/14 | Antwerp          | 27          | 1          | Tweede Klasse          |
| 2014/15 | Burton Albion FC | 10          | 1          | League Two             |
| 2015/16 | Burton Albion FC | 0           | 0          | League One             |
| 2016/17 | Burton Albion FC | 0           | 0          | Championship           |
| 2016/17 | SV Spakenburg    | 7           | 3          | Tweede divisie         |
| 2017/18 | Quick Boys       | 20          | 4          | Derde divisie zaterdag |
| 2018/19 | Quick Boys       | 19          | 8          | Derde divisie zaterdag |
| 2019/20 | Alphense Boys    | 2           | 0          | Zondag Hoofdklasse A   |
| Totaal  |                  | 206         | 21         |                        |

## Erelijst
FC Volendam
- Eerste Divisie 2007/08

Burton Albion
- Football League Two 2014/15